# Macrostemum
Macrostemum är ett släkte av nattsländor. Macrostemum ingår i familjen ryssjenattsländor.

## Bildgalleri

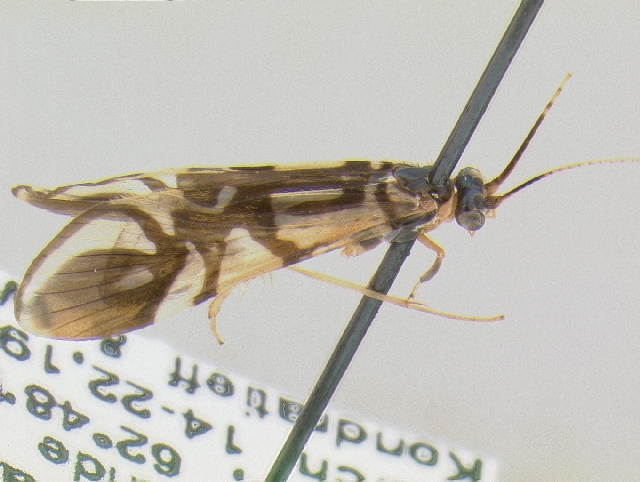
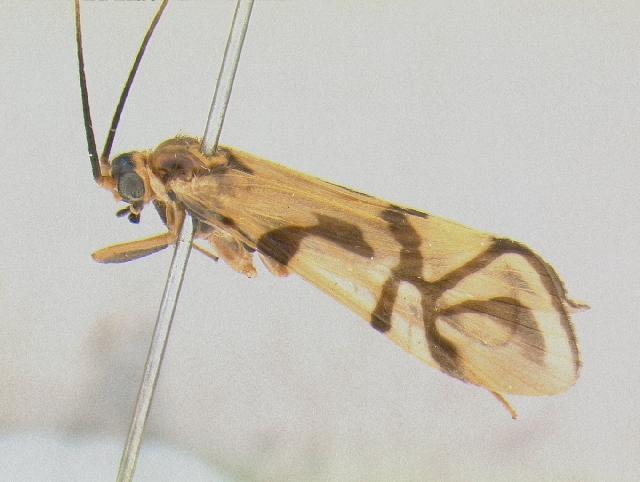
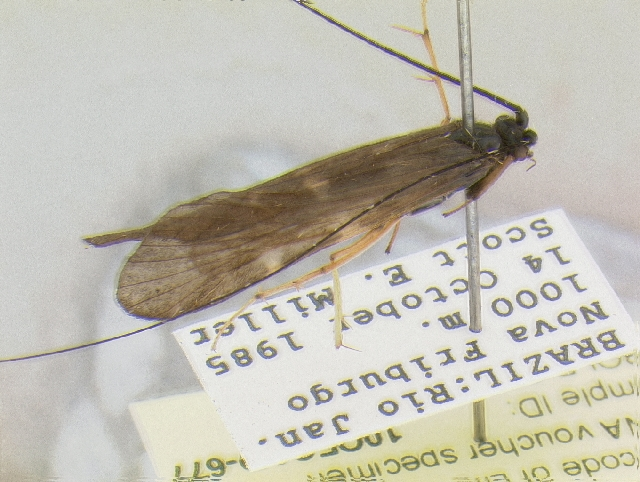
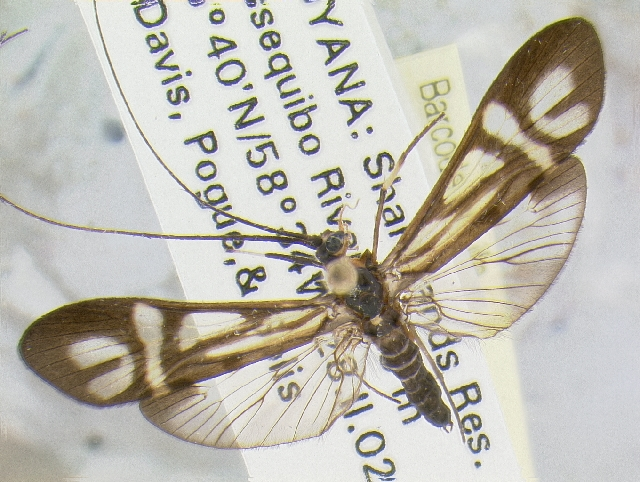
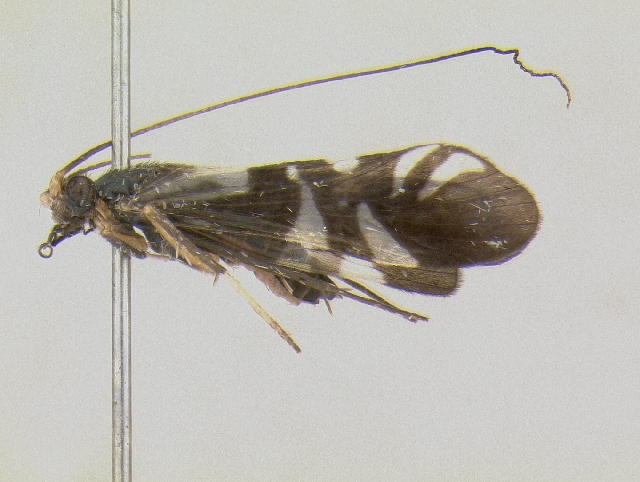
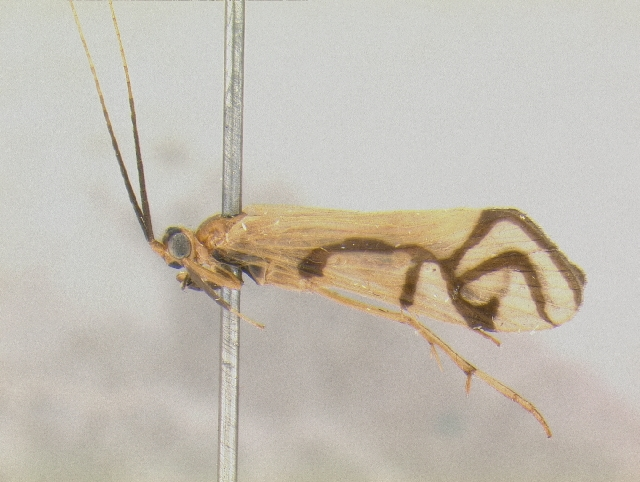

## Dottertaxa tillMacrostemum, i alfabetisk ordning[1]
- Macrostemum adpictum
- Macrostemum albardanum
- Macrostemum alienum
- Macrostemum arcuatum
- Macrostemum auriferum
- Macrostemum austrovicinorum
- Macrostemum bellerophon
- Macrostemum bellum
- Macrostemum bifenestratum
- Macrostemum boettcheri
- Macrostemum bouvieri
- Macrostemum brasiliense
- Macrostemum braueri
- Macrostemum brisi
- Macrostemum caliptera
- Macrostemum capense
- Macrostemum carolina
- Macrostemum centrotum
- Macrostemum ciliatum
- Macrostemum croceum
- Macrostemum dairiana
- Macrostemum diagramma
- Macrostemum dione
- Macrostemum distinctum
- Macrostemum distinguendum
- Macrostemum dohrni
- Macrostemum dulce
- Macrostemum eleanora
- Macrostemum elegans
- Macrostemum erichsoni
- Macrostemum erigone
- Macrostemum ethelda
- Macrostemum fastosum
- Macrostemum fenestratum
- Macrostemum floridum
- Macrostemum formosicolum
- Macrostemum fulvescens
- Macrostemum fuscum
- Macrostemum giganteum
- Macrostemum gigapunctatus
- Macrostemum graphicum
- Macrostemum hestia
- Macrostemum hospitum
- Macrostemum hyalinum
- Macrostemum indistinctum
- Macrostemum inscriptum
- Macrostemum lacroixi
- Macrostemum lautum
- Macrostemum loriai
- Macrostemum luteipes
- Macrostemum madagascariense
- Macrostemum marpessa
- Macrostemum midas
- Macrostemum multifarium
- Macrostemum nebulosum
- Macrostemum negrense
- Macrostemum obliquum
- Macrostemum obscurum
- Macrostemum okinawanum
- Macrostemum opulentum
- Macrostemum pallidipennis
- Macrostemum pallipes
- Macrostemum par
- Macrostemum paradiatum
- Macrostemum placidum
- Macrostemum pseudodistinctum
- Macrostemum pseudoneura
- Macrostemum pulcherrimum
- Macrostemum punctatum
- Macrostemum quinquefasciatum
- Macrostemum quinquepunctatum
- Macrostemum radiatum
- Macrostemum santaeritae
- Macrostemum saowapa
- Macrostemum saundersii
- Macrostemum scriptum
- Macrostemum sepultum
- Macrostemum similior
- Macrostemum spectabilis
- Macrostemum splendens
- Macrostemum splendidum
- Macrostemum subaequale
- Macrostemum surinamense
- Macrostemum thomasi
- Macrostemum tonkinensis
- Macrostemum transversum
- Macrostemum trifasciatum
- Macrostemum trigramma
- Macrostemum trilineatum
- Macrostemum triste
- Macrostemum tuberosum
- Macrostemum ulmeri
- Macrostemum uncatum
- Macrostemum wallacei
- Macrostemum zebratum